# جانکارلو کروستا
جانکارلو کروستا (انگلیسی: Giancarlo Crosta; ۷ اوت ۱۹۳۴ – ) قایقران روئینگ اهل ایتالیا بود.
وی در مسابقات کشوری و بین‌المللی در مجموع برندهٔ ۱ مدال طلا، ۱ مدال نقره شده‌است.